# 大堀池

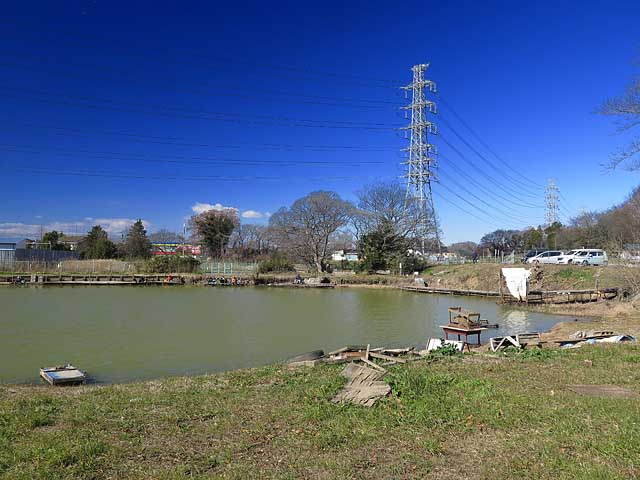
大堀池（2015年2月）

大堀池（おおほりいけ）は、埼玉県さいたま市岩槻区大字長宮（川通地区）に所在する池である。

## 概要
池の周囲はほぼ昔のままの護岸のされていない状態が残されている。北方には大光寺、南方には長宮運動広場、西方には第4公園が位置している。大堀池のすぐ西側には増野川が流下しており、増野川を挟み北西方には小池が所在している。池はほぼ南北にタマゴ型となっており、池の周囲ではおおよそ水面に近づくことが可能である。所在地周辺は主に水田などの農地となっており、その外側に集落や住宅地、工場などが位置している。また、池には釣り場が設けられており、池の北側には駐車スペースが存在するが、現地所在の案内板には「池の土地は市の所有物であり、釣りのための施設ではなく、公有地において公共物の破壊・火気使用・不法投棄・工作物の設置・その他危険または悪質と判断される行為が発生または確認された場合、用地を封鎖する。」との折が記されている。大堀池はおっぽり沼・岩槻押堀（いわつきおっぽり）・摺鉢池・大光池とも称され、元荒川が決壊した際の跡地である。今日では池の周囲は約220mとなっているが、明治期の記録では東西32間（約58m）・南北50間（約91m）・周囲130間（約236m）で、村（長宮村、今日の大字長宮）の西方に位置すると記され、天明年間の洪水により発生したとされている。

## 小池

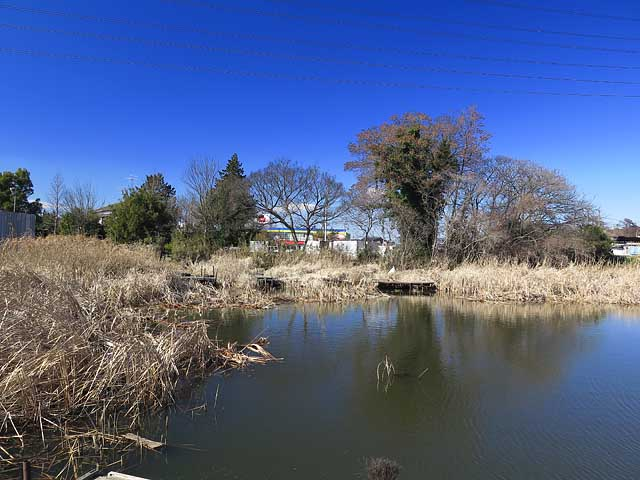
小池（2015年2月）

小池は大堀池の北西に所在し、護岸などのされていない状態となっており、大堀池に比べ小規模の池となっている。また水面は過去の時代に比べ年々減少しているが、その反面、水生植物が繁茂してきている。池はほぼタマゴ型となっており、池の周囲は葦などが繁茂しているために水面に近づくことは少々困難である。池の周囲は約125mとなっており、固定釣り台が2基設置されている。

## 所在地
- 〒339-0011
- 埼玉県さいたま市岩槻区大字長宮[5]